# Wasyl Atroszczenko
Wasyl Iwanowycz Atroszczenko (ur. 3 lipca?/16 lipca 1906 w Juzowce, zm. 16 czerwca 1991 w Charkowie) – ukraiński chemik-technolog, nauczyciel. Doktor nauk technicznych (1945), profesor (1945), akademik Akademii Nauk ZSRR (wybrany 17 marca 1972). Bohater Pracy Socjalistycznej (1971), laureat Nagrody Państwowej ZSRR (1969), Zasłużony Naukowiec ZSRR (1958).

## Życiorys

### Dzieciństwo i młodość
Rodzice Wasyla Atroszczenki przenieśli się do Donbasu ze wsi Płotki w obwodzie smoleńskim. Wasyl urodził się w wiosce NowoSmolianinowskaja niedaleko Juziwki (obecnie Donieck). Miał dwójkę młodszego rodzeństwa: brata i siostrę. W 1920 r. matka Wasila zmarła na tyfus. 14-letni chłopiec, który już jako uczeń pracował w warsztatach mechanicznych, musiał pomagać ojcu wychowywać młodsze rodzeństwo. Trudności zmusiły rodzinę do przeniesienia się do obwodu smoleńskiego do krewnych, gdzie Wasil uczył się stolarstwa. Trzy lata później wrócił z ojcem do Donbasu. W 1923 rozpoczął pracę jako stolarz przy odbudowie zakładu azotowego w Juziwce.
W 1924 Atroszczenko został członkiem organizacji Komsomol. W ramach tej działalności prowadził wykłady i pogadanki dla młodzieży o sytuacji międzynarodowej czy o układach planetarnych. Był też redaktorem gazety zakładowej. W 1926 r. Wasyl Atroszczenko został przyjęty do partii komunistycznej jako jeden z przywódców organizacji Komsomołu.
Od 1926 Wasyl Iwanowicz studiował wieczorami dwuletnie kursy zawodowe i techniczne mistrzów przemysłu azotowo-koksowniczego. Po ukończeniu studiów został przeniesiony ze stanowiska stolarza na asystenta laboratoryjnego w laboratorium centralnym Zakładów Azotowych. W tym samym czasie młody człowiek został wybrany na członka zakładowej komisji związkowej, gdzie nadzorował pracę wśród młodzieży.

### Odessa (1928–1935)
W 1928 roku, na polecenie komitetu fabrycznego, młody robotnik został skierowany na studia w Odeskiej Wyższej Szkole Technicznej Chemii Ogólnej Stosowanej. Już w momencie przystąpienia Atroszczenko zdobył pierwsze doświadczenie w obronie swoich poglądów. Z powodzeniem zdał wszystkie egzaminy, pozostała tylko chemia. Kochał ją, znał ją dobrze, a jego ulubionym pytaniem był azot. Odpowiedział energicznie, entuzjastycznie, zilustrował zapisy reakcji. Ale egzaminator przerwał mu, nazwał go marzycielem, wynalazcą, który nie znał się na chemii i dodał „dwa”. Atroszczenko nalegał na własną rękę, więc autorytatywna komisja pozwoliła młodzieńcowi ponownie przystąpić do egzaminu, która stwierdziła, że kandydat znał chemię „doskonale”. Co do pierwszego egzaminatora okazało się, że był specjalistą od drożdży.
W 1929 r. szkoła techniczna została zreorganizowana: na jej podstawie powołano Odeski Instytut Technologii Chemicznej (obecnie Odeski Narodowy Uniwersytet Politechniczny) i Odeski Instytut Żywności (obecnie Odeska Państwowa Akademia Chłodnictwa). Wasyl kontynuował studia w Odeskim Instytucie Technologii Chemicznej.
Pracującemu chłopcu z 6-letnim wykształceniem ogólnym bardzo trudno było początkowo studiować w instytucie. Ale dzięki ciężkiej pracy i własnym umiejętnościom był w czołówce, zarówno w edukacji, jak i życiu społecznym instytutu. Podczas studiów Atroszczenko wykazywał umiejętności inżynierskie i zainteresowanie pracą badawczą.
Wasyl Atroszczenko, student pierwszego roku praktyki przemysłowej w zakładzie produkcji siarczku sodu Konstantinowskich Zakładów Chemicznych, zorganizował kontrolę produkcji w taki sposób, że zmniejszyło się zużycie siarczanu sodu i węgla. W 1963 r. Wasyl Iwanowicz tak wspominał te dni:

„Zacząłem eksperymentować, kiedy byłem studentem, kiedy ćwiczyłem w Zakładzie Chemicznym Konstantinovsky. Tam zaproponowano mi tymczasowe stanowisko szefa jednego ze sklepów. Zakład otrzymał w tym czasie nowe surowce. Ja, nowo mianowany kierownik warsztatu, zostałem zapytany przez głównego inżyniera, czy może być używany. Bez wahania powiedziałem, że surowce są dobre. I tak, zamiast testować go na jednym z agregatów, załadowałem nim wszystkie piece. Pół godziny później płomienie zaczęły eksplodować, wybijając okiennice. Świeciło się nad dachem. Wezwano strażaków.
…Nie spałem tej nocy, szukałem błędu… i znalazłem go. Co dziesiąta analiza nie uwzględniała nowego związku organicznego. Rano zgłosił swój błąd głównemu inżynierowi i wystąpił z propozycją załadowania pieców mieszanką starego i nowego wsadu. Uwierzyli mi. Nie było więcej eksplozji. Wręcz przeciwnie, produkcja sklepu gwałtownie wzrosła i zostałem zaproszony do stałej pracy. Dopiero teraz kierownicy fabryk dowiedzieli się, że jestem studentem pierwszego roku, a nie absolwentem…”.

W 1931 Atroszczenko ukończył Odeski Instytut Technologii Chemicznej. Wasyl Iwanowicz został do pracy na Wydziale Technologii Mineralnych jako doktorant, a następnie asystent. W 1932 opublikował swoją pierwszą pracę naukową: „Instalacja do produkcji tlenków azotu w układach wieżowych do produkcji kwasu siarkowego”. Propozycje autora zostały następnie wdrożone w przemyśle chemicznym.
W 1932 r. Wasyl Iwanowicz został dziekanem wydziału technicznego Odeskiego Instytutu Technologii Chemicznej. Jednocześnie kontynuował badania.

### Charków (1935–1941)
W 1935 roku, na polecenie profesora Iwana Jewgrafowicza Adadurowa, Wasyl Iwanowicz został przeniesiony do pracy w Charkowskim Instytucie Technologii Chemicznej. Do 1937 pracował jako asystent w Zakładzie Technologii Substancji Nieorganicznych. W 1937 z powodzeniem obronił pracę na stopień kandydata nauk: „Кінетика абсорбції оксидів азоту розчинами лугів” (pol. „Kinetyka absorpcji tlenków azotu przez roztwory alkaliczne”) i został profesorem nadzwyczajnym. W 1938 został kierownikiem Katedry Technologii Substancji Nieorganicznych.

### Chirchiq (1941–1944)
W 1941 roku, kiedy rozpoczęły się działania wojenne na Froncie wschodnim, Charkowski Instytut Technologii Chemicznej wraz z oddziałami przeniósł się do Uzbekistanu, do miasta Chirchiq, gdzie działały Zakłady Elektrochemiczne Chirchiq. Dział pod kierownictwem naukowym Atroszczenki energicznie dołączył do personelu zakładu elektrochemicznego, który następnie zwiększył produkcję wyrobów obronnych, rozbudował i przebudował zakłady produkcyjne.
Na posiedzeniu rady technicznej zakładu przyjęto propozycję Zakładu Technologii Substancji Nieorganicznych zwiększenia produkcji kwasu azotowego – surowców do produkcji materiałów wybuchowych. Pracownicy Charkowskiego Instytutu Technologii Chemicznej, Państwowego Instytutu Przemysłu Azotowego (Moskwa) oraz Zakładu Elektrochemicznego Chirchiq pod kierownictwem Atroszczenko opracowali metodę oczyszczania tlenu elektrolitycznego z mgły łąkowej i wprowadzili go do produkcji kwasu azotowego, co zintensyfikowało proces. Dzięki temu wydajność wytwórni kwasu azotowego wzrosła o 30%, obniżyły się wskaźniki zużycia surowców i energii elektrycznej, zwiększył się poziom stężenia kwasu azotowego oraz zmniejszyła się emisja tlenków azotu do atmosfery. Wyniki tej pracy zapewniły wymierną praktyczną pomoc w obronie kraju w czasie wojny.
Znani naukowcy, profesorowie Borys Nikanorowycz Tiutjunnikow, Petro Prochorowycz Karpukhin, Andrij Mykytowycz Sysojew, Wiktor Iwanowycz Konwisar, Abram Natanowicz Cejtlin i inni pracowali obok Wasyla Atroszczenki w Chirchiqu. Wasyl Iwanowicz Atroszczenko i 16 innych pracowników otrzymało za owocną pracę dyplomy Prezydium Rady Najwyższej Uzbekistanu.

Sam Atroszczenko tak mówił o okresie ewakuacji instytutu w Chirczyku:

„Nie czuliśmy się uchodźcami, byliśmy zmobilizowanymi bojownikami z tyłu”.

### Charków (1945–1991)
W 1944 r. do Charkowa powrócił Instytut Technologii Chemicznej, a wraz z nim kadra Zakładu Technologii Substancji Nieorganicznych kierowana przez Wasyla Atroszczenkę. Trzeba było zacząć wszystko od nowa. Zorganizowali laboratorium do badań naukowych i rozpoczęli proces edukacyjny.
Prace badawcze Atroszczenki w Chirczyku zostały nagrodzone Nagrodą im. Dmitrija Mendelejewa i stały się podstawą jego rozprawy doktorskiej „Деякі шляхи розвитку виробництва азотної кислоти та використання для цієї мети кисню” (pol. „Wybrane sposoby rozwoju produkcji kwasu azotowego i wykorzystania do tego celu tlenu”). W 1945 roku w Charkowie obronił pracę i uzyskał stopień doktora nauk technicznych i tytuł naukowy profesora.
13 sierpnia 1946 r. Zarządzeniem Ministra Szkolnictwa Wyższego ZSRR Siergieja Wasiljewicza Kaftanowa prof. Wasyl Iwanowicz Atroszczenko został zatwierdzony jako zastępca dyrektora Charkowskiego Instytutu Technologii Chemicznej ds. Edukacji i Nauki im. Siergieja Kirowa. Funkcję tę pełnił 15 lat. Nawet gdy w latach 1950–1961 pracował jako zastępca dyrektora Instytutu Pracy Naukowej Charkowskiego Instytutu Politechnicznego, nie zrezygnował ze stanowiska w kierownictwie wydziału.
Pracując jako prorektor i kierownik wydziału, Atroszczenko wykonał wiele prac nad rozwojem i organizacją badań w instytucie, szkoleniem kadry naukowej, zacieśnianiem więzi i „twórczą przyjaźnią” z przemysłem, a także tworzeniem przemysłu i problemu laboratoria. W tym czasie Zakład położył podwaliny pod szkołę naukową kinetyki i katalizy procesów wiązania azotu. Doktorzy nauk, profesorowie Wiktor Iwanowicz Konwisar, Abram Natanowicz Cejtlin, Wiaczesław Tichonowicz Efimow, Anatolij Pietrowicz Zasorin, Wiaczesław Wasiljewicz Kutowy opuścili tę szkołę, Oleksij Wasyliowycz Szapka, Wołodymyr Iljicz Toszynski, Mykoła Fedosowycz Kleszczow, Hryhorij Iwanowycz Hryn, Anatoliy Serhiyowycz Sawenkow, Wiktor Teofilowycz Jaworski, Oleksij Jakowycz Lobojko, Iwan Złonoksynwyczicz – Kandydaci nauk technicznych, profesorowie nadzwyczajni: KG Sedaszowa, Mykoła Oleksiiowych Gawrija, ZM Szczedrinska, A.Ja. Krainiaja, IE Korobczanska, Lew Konwisar, AR Jastrebenetski, IM Kisil, NM Uszakowa, Aleksander Pawlowicz Jurczenko, AM Peczenko, WI Borowa, Igor Iwanowicz Litwinienko, MT Iwacznenko, WS Żurawskaja, WS Bagdasarjan, OO Sacharow, Igor Iwanowicz Gonczarow, MW Trusow, Pawel Anatoliewicz Kozub, WW Kazakow, M.W. Koszowec, Wołodymir Oleksijowycz, AD Panaewa and wielu innych.
W 1961 r. dobrowolnie odszedł z administracyjnego stanowiska prorektora Charkowskiego Politechnicznego Instytutu Badawczego. Przyznał jednak, że teraz zdążył zobaczyć, że „są gwiazdy na niebie i świeci księżyc”. Od tego czasu mógł zacząć więcej pracować jako naukowiec, nauczyciel w liceum i wychowawca młodzieży.
W 1964 roku Atroszczenko został wybrany na członka korespondenta Akademii Nauk ZSRR. W 1966 r. astrofizyk, akademik Akademii Nauk ZSRR Mykoła Pawłowycz Barabaszow sporządził raport w Charkowskim Domu Naukowców. Zapytano go, który z naukowców charkowskich powinien w nadchodzących latach wnieść wielki wkład w naukę. Barabaszow odpowiedział: „Od wielu. A jeśli mówimy o konkretnej osobie, proponuję dziennikarzom przyjrzeć się uważnie profesorowi Charkowskiego Instytutu Politechnicznego Atroszczenko. Dziś jest naukowcem, który patrzy daleko w przyszłość na statku nauk stosowanych w Charkowie”. „Ale on ma już 60 lat”, rozległo się z sali. „Ale pracuje dla siedmiu młodych ludzi” – uśmiechnął się Barabaszow. „Zapamiętaj moje słowa: nieraz napiszesz o jego naukowej długowieczności”.
Zmarł 16 czerwca 1991 r. w Charkowie. Pochowany został na cmentarzu miejskim nr 2.

### Działalność pedagogiczna
Przez lata Atroszczenko przeszkolił ponad 2000 inżynierów i naukowców, w tym 95 specjalistów dla zagranicy. Wśród jego uczniów jest ponad 60 kandydatów i 15 doktorów nauk. Pod jego naukowym kierunkiem inżynierowie z Bułgarii, Wietnamu, Indii, Czechosłowacji i Korei otrzymali stopień kandydata nauk ścisłych.
Wielu jego uczniów zostało naukowcami, kierownikami instytucji naukowych, organizatorami przemysłu chemicznego. Uważa się, że Wasyl Atroszczenko miał rzadki talent do odkrywania zdolności twórczych ludzi. Jako jeden z najzdolniejszych naukowców był zapraszany do prowadzenia wykładów na wyższych uczelniach ZSRR: Kijów, Odessa, Mińsk, Tbilisi, Lwów, Perm, Politechnika Taszkencka, Moskwa, Iwanowski Instytut Technologii Chemicznej.
Swietłana Swerguzowa (Biełgorodzki Uniwersytet Technologiczny), absolwentka Charkowskiego Instytutu Politechnicznego z 1974 roku tak wspomina jego wykłady:

„Wykłady Wasyla Iwanowycza zawsze miały stuprocentową frekwencję. Pomijanie jego zajęć uważano za świętokradztwo. Nie trzeba dodawać, że słuchaliśmy jego wykładów, wstrzymując oddech i otwierając usta. W końcu przed nami był człowiek-legenda, założyciel i klasyk rodzimego przemysłu azotowego. Wasyl Iwanowicz prawie zawsze materiał wykładowy ilustrował przykładami ze swojej bogatej praktyki produkcyjnej.”

### Działalność badawcza
Atroszczenko wniósł znaczący wkład do rozwoju technologii azotu związanego, w szczególności technologii produkcji kwasu azotowego.
Głównym kierunkiem jego pracy naukowej było badanie kinetyki procesów chemicznych, w szczególności katalitycznych.
Następujące kwestie są ważne do przestudiowania:
- utlenianie amoniaku metodą kontaktową;
- katalityczne utlenianie mieszaniny amoniaku i metanu;
- zmniejszenie strat katalizatorów platynowych przy produkcji kwasu azotowego i cyjanowodoru;
- adsorpcja tlenków azotu przez roztwory zasad, kwasu azotowego;
- adsorpcja wodna w celu uzyskania kwasu azotowego pod ciśnieniem atmosferycznym i podwyższonym;
- wpływ czynników technologicznych na szybkość procesów chemicznych;
- teoretyczne podstawy technologii chemicznej:
  - transfer masy,
  - optymalizacja trybu technologicznego,
  - modelowanie procesów chemiczno-technologicznych,
  - projektowanie urządzeń kontaktowych i adsorpcyjnych.

#### Najważniejsze publikacje
- Производство азотной кислоты (pol. Produkcja kwasu azotowego). – Charków, 1938.
- Некоторые пути развития производства азотной кислоты и использование для этой цели кислорода (pol. Kilka sposobów na rozwój produkcji kwasu azotowego i wykorzystanie do tego celu tlenu). – Charków, 1945.
- Технология азотной кислоты (pol. Technologia kwasu azotowego). – Charków, 1955.
- Кинетика гетерогенно-каталитических процессов, протекающих под давлением (pol. Kinetyka niejednorodnych procesów katalitycznych zachodzących pod ciśnieniem). – Charków, 1974.
- Методы расчётов по технологии связанного азота (pol. Metody obliczeniowe dla technologii azotu związanego). – K., 1978.

#### Współautorstwo
- Катализаторы в азотной промышленности (pol. Katalizatory w przemyśle azotowym) – K., 1983.
- Технология связанного азота (pol. Technologia związanego azotu). – K., 1985.

#### Spisy prac
- Wykaz prac naukowych W. Atroszczenki
- Wykaz certyfikatów praw autorskich i patentów W. Atroszczenki

## Działalność społeczna i publiczna
Prof Atroszczenko działał społecznie i publicznie w wielu tematach. Był aktywnym członkiem wielu towarzystw, rad naukowych, oraz redakcji czasopism.
Przez wiele lat był wiceprzewodniczącym, a następnie przewodniczącym charkowskiego oddziału regionalnego Wszechzwiązkowego Towarzystwa Chemicznego im. Dmitrija Mendelejewa, jednocześnie był członkiem zarządu centralnego i na poziomie republiki (USRR) tej organizacji. Za tę pracę został wybrany honorowym członkiem tego stowarzyszenia.
Został też wybrany na członka Rady Centralnej Towarzystwa Naukowo-Technicznego ZSRR, oraz zarządu okręgowego Towarzystwa Wiedzy. Pełnił też funkcje: zastępcy przewodniczącego Rady Techniczno-Gospodarczej Sowietu Charkowskiego, przewodniczącego sekcji technologii chemicznej Charkowskiego Naukowego Centrum Akademii Nauk ZSRR, oraz członek regionalnego komitetu ochrony pokoju.
Przez prawie 25 lat Atroszczenko był wybierany na zastępcę rad powiatowych i miejskich.
Wiele uwagi poświęcił też pełnieniu obowiązków prezesa charkowskiego oddziału Towarzystwa Przyjaźni Radziecko-Francuskiej.
W 1973 Atroszczenko był uczestnikiem Wszechzwiązkowego Spotkania Pracowników Szkolnictwa Wyższego, które to spotkanie miało miejsce na Kremlu. W tym samym roku wziął udział w Światowym Kongresie Sił Pokojowych w Moskwie, gdzie spotkał się z pisarzem Borisem Polewojem i pierwszą kosmonautką Walentyną Terieszkową.

## Nagrody i odznaczenia
- 1971 – Bohater Pracy Socjalistycznej
- 1969 – Nagroda Państwowa ZSRR w dziedzinie nauki i techniki.
- 1976 – Nagroda im. Lwa Pisarzewskiego Akademii Nauk ZSRR za cykl prac z dziedziny przemysłowej katalizy heterogenicznej.
- Odznaczony:
  - dwa Ordery Lenina;
  - Order Czerwonego Sztandaru Pracy;
  - Order Przyjaźni Narodów;
  - medale „Za pracowniczą wybitność” i „Za ofiarną pracę w Wielkiej Wojnie Ojczyźnianej 1941–1945” i inne[2].

## Upamiętnienie
Tablica pamiątkowa ku czci światowej sławy naukowca została zamontowana na ścianie Gmachu Technicznego Uniwersytetu w 1993 roku.
W 2000 roku na bazie Zakładu Technologii Chemicznej Substancji Nieorganicznych, Katalizy i Ekologii Narodowego Uniwersytetu Technicznego „Charkowski Instytut Politechniczny” powstało Młodzieżowe Centrum Naukowo-Techniczne Wasyla Atroszczenki. Celem ośrodka jest zaangażowanie studentów w działalność naukową, pogłębienie kształcenia przyszłych adeptów chemii i technologii chemicznej.

## Literatura dodatkowa
- Ukraiński sowiecki słownik encyklopedyczny: [w 3 tomach] / rozdz. wyd. MP Bazhan. – I typ. – K. _: Głowa. wyd. URE AN URSR, 1966. – T. 1: A – Kabarga. – 856 pkt. – S. 121–122.
- Ukraińska encyklopedia radziecka: w 12 tomach / rozdz. wyd. MP Bazhan; redaktor: OK Antonow i inni. – Drugi widok. – K. _: Wydanie główne URE, 1977. – Tom 1: A – Harrow. – 542, [2] s., [38] s. il.: chor., tabela., portret., mapy z. – s. 295.
- Ukraiński sowiecki słownik encyklopedyczny: [w 3 tomach] / rozdz. wyd. Babichew FS – wyd. – K. _: Głowa. wyd. URE AN ZSRR, 1986. – Tom 1: A – Kaliber. – 752 pkt. – s. 111.
- wolkow wA, wonsky Ew, Kuznetsowa GI Chemists: Biograficzny podręcznik. – K., 1984. – s. 28.
- Reuters wA Naukowiec i nauczyciel // Biuletyn Akademii Nauk ZSRR. – 1970. – № 3.
- Wasyl Iwanowicz Atroszczenko // Ukraińskie czasopismo chemiczne. – 1976. – w. 42. – № 7.
- 70. rocznica akademika Akademii Nauk ZSRR wI Atroszczenko // Biuletyn Akademii Nauk ZSRR. – 1976. – № 6.
- Wasyl Iwanowicz Atroszczenko: Indeks biobibliograficzny. – K., 1978.
- Loboyko A. Ya, Kostenko Yu T. Życie i twórcza działalność akademika Narodowej Akademii Nauk Ukrainy Atroszczenko wI // Przemysł chemiczny. – 1996. – № 7.
- Loboyko O. Ya, Hryn G. I. Akademik wI Atroszczenko: Z okazji 90. rocznicy jego urodzin // Przemysł chemiczny Ukrainy. – 1996. – № 5.
- Grin G. Podstawowe warunki i podstawy formacji wI Atroszczenko jako naukowca w dziedzinie technologii chemicznej // Politechnika (Charków). – 2006r. – 17 października.
- Swerguzowa S. Dusza wydziału, centrum jego „wszechświata” // Politechnika. – 2006r. – 17 października.